# 3243 Skytel
3243 Skytel (1980 DC) là một tiểu hành tinh vành đai chính được phát hiện ngày 19 tháng 2 năm 1980 bởi Harvard College ở trạm Agassiz.